# Bisegna
Bisegna – miejscowość i gmina we Włoszech, w regionie Abruzja, w prowincji L’Aquila. Do gminy należy San Sebastiáno dei Marsi.
Według danych na rok 2004 gminę zamieszkiwało 348 osób, 7,6 os./km².